# Srednje
Srednje är ett samhälle i Bosnien och Hercegovina.   Det ligger i entiteten Federationen Bosnien och Hercegovina, i den centrala delen av landet, 17 km norr om huvudstaden Sarajevo. Srednje ligger 660 meter över havet och antalet invånare är 371.
Terrängen runt Srednje är huvudsakligen kuperad. Srednje ligger nere i en dal. Runt Srednje är det ganska tätbefolkat, med 93 invånare per kvadratkilometer.. Närmaste större samhälle är Sarajevo, 17,1 km söder om Srednje. 
I omgivningarna runt Srednje växer i huvudsak lövfällande lövskog.